# Dennis Hughes (cầu thủ bóng đá)
Dennis Hughes (9 tháng 4 năm 1931 - tháng 10 năm 1990) là một cầu thủ bóng đá người Anh thi đấu ở Football League cho Stoke City.

## Sự nghiệp
Hughes thi đấu bóng đá nghiệp dư với Fenton ở Stoke-on-Trent và thi đấu 1 trận cho Stoke City mùa giải 1950-51. Ông thi đấu ở vị trí tiền đạo trước Huddersfield Town trong thất bại 1-0 trước khi trở về bóng đá nghiệp dư cùng với Congleton Town.

## Thống kê sự nghiệp
| Câu lạc bộ          | Mùa giải            | Giải quốc nội       | Giải quốc nội | Giải quốc nội | Cúp FA  | Cúp FA    | Tổng    | Tổng      |
| Câu lạc bộ          | Mùa giải            | Hạng đấu            | Số trận       | Bàn thắng     | Số trận | Bàn thắng | Số trận | Bàn thắng |
| ------------------- | ------------------- | ------------------- | ------------- | ------------- | ------- | --------- | ------- | --------- |
| Stoke City          | 1950-51             | First Division      | 1             | 0             | 0       | 0         | 1       | 0         |
| Tổng cộng sự nghiệp | Tổng cộng sự nghiệp | Tổng cộng sự nghiệp | 1             | 0             | 0       | 0         | 1       | 0         |